# Мазрае-є Терешк
Мазрае-є Терешк (перс. مزرعه ترشك) — село в Ірані, у дегестані Баят, у бахші Новбаран, шагрестані Саве остану Марказі. За даними перепису 2006 року, його населення становило 0 осіб.